# 8257 Andycheng
8257 Andycheng è un asteroide della fascia principale. Scoperto nel 1982, presenta un'orbita caratterizzata da un semiasse maggiore pari a 2,2101839 UA e da un'eccentricità di 0,1761054, inclinata di 6,77080° rispetto all'eclittica.